# Bernhard Wentzel
Kurt Konrad Waldemar Bernhard Wentzel (* 4. September 1899 in Stendal; † 29. April 1977 in Berlin) war ein deutscher Kameramann sowohl beim Dokumentar- als auch beim Spielfilm sowie Regisseur und Produzent.

## Leben und Wirken
Über Herkunft und Ausbildung Wentzels ist derzeit nichts bekannt. Er begann in den 1920er Jahren seine praktische Tätigkeit als Kameramann in der Dokumentarfilmabteilung der UFA und fotografierte dort einige späte Stummfilme, deren Drehorte ihn bis in den Norden Afrikas führten. Dort debütierte er in der Übergangszeit zum Tonfilm bei dem Streifen Am Rande der Sahara auch als Spielfilmkameramann.
Wieder zurück in Berlin wurde Wentzel 1931/32 an der Seite arrivierter Spielfilmkamerakollegen wie Werner Brandes, Eugen Schüfftan, Karl Puth und Friedel Behn-Grund bei Unterhaltungsfilmproduktionen der UFA eingesetzt. Zur Zeit des Dritten Reichs wurde Wentzel jedoch auch wieder beim Dokumentarfilm aktiv, führte nunmehr auch Regie und stellte in den Jahren 1936/37 überdies Filme in eigener Berlin-Mariendorfer Produktion her. Wentzel blieb bis in die Frühphase des Zweiten Weltkriegs als Kameramann tätig. Nach dem Krieg führte er in Berlin mit der Bernhard-Wentzel-Filmproduktion erneut eine eigene Firma, Titel sind jedoch nicht überliefert.
Bernhard Wentzel war von 1965 bis zu seinem Tod mit Elisabeth, geb. Kubitzki, verheiratet. Er starb 1977 in Berlin-Mariendorf.

## Filmografie
Als Kameramann beim (überwiegend kurzen) Dokumentarfilm, wenn nicht anders angegeben:
- 1928: Turnen und Sport in Klöster und Stiften
- 1928: Dolomitische Majestäten (Bearbeitungsregie)
- 1929: Meister des weißen Sports bei bedeutenden Spielen
- 1929: Der Kampf mit dem Sand
- 1929: Tunesische Töpferei
- 1930: Am Rande der Sahara (Dokumentarfilm mit Spielszenen)
- 1930: Kostbares Naß
- 1930: Menschen sehen Dich an
- 1931: D-Zug 13 hat Verspätung (Spielfilm)
- 1931: Sein Scheidungsgrund (Spielfilm)
- 1931: Die Schlacht von Bademünde (Spielfilm)
- 1931: Das Ekel (Spielfilm)
- 1931: Der Hochtourist (Spielfilm)
- 1932: Ich bei Tag und Du bei Nacht (Spielfilm)
- 1934: Kannst Du pfeifen, Johanna? (Kurzspielfilm)
- 1935: Ewiger Wald
- 1937: Im Landhaus bei Chikago (Kurzspielfilm, nur Regie und Produktion)
- 1937: Der Musikfeind (Kurzspielfilm, nur Regie und Produktion)
- 1937: Fahndungsakte D.V.C. 452 (Kurzspielfilm, nur Regie und Produktion)
- 1939: Das Mädchen von Saint Coeur (Kurzspielfilm, nur Regie)
- 1940: Inseln im Sandmeer
- 1941: Volksleben am Rande der Sahara